# جيم غرير
جيم غرير (بالإنجليزية: Jim Greer)‏ هو سياسي أمريكي، ولد في 8 يونيو 1962. حزبياً، نشط في الحزب الجمهوري.